# Anou Boussouil
Pour les articles homonymes, voir Anou.
Anou Boussouil, alias gouffre d'Assouel, qui signifie littéralement « Grand Gouffre » en kabyle, est une cavité souterraine karstique située dans les monts du Djurdjura (wilaya de Bouira, Algérie), entre le col de Kouilal et Tikjda. Sa profondeur connue en 2007 était de 805 mètres, pour un développement d'environ 3 200 mètres.

## Historique
Cette cavité, connue de longue date, a été explorée à partir de 1933 par les spéléologues français Fourastier et André Belin. De 1936 à 1947 André Belin a progressé jusqu'à la profondeur de 505 mètres, la quatrième place des plus profonds abîmes de l'époque.
Plus tard, les spéléologues de diverses origines ont porté cette profondeur à plus de 805 mètres. L'Anou Boussouil était alors le gouffre le plus profond d'Afrique. Il a été ensuite été détrôné par le gouffre du Léopard, -1160 m (Anou Ifflis, ...) La troisième cavité en profondeur est marocaine (Kef Toghobeit, -720 m).

## Description et fonctionnement
La dépression fermée de Boussouil comprend deux cuvettes, nord et sud, séparées par la route nationale no 33, ayant chacune un point d’absorption des eaux de pluie et de fonte nivale.
L’Anou Boussouil, est le déversoir de la cuvette sud ; Anou Inker Tamda, moins visible, plus de 300 mètres de profondeur, est le déversoir de la cuvette nord, dans laquelle un stade est construit. Le gouffre s'ouvre à 1 074 mètres d'altitude dans le flanc septentrional de la Terga Me Ta Roumi à la de base d'un lapiaz, près du sommet du mont.
Contrairement à la majorité des cavités naturelles du Djurdjura, l'Anou Boussouil est actif. Un oued qui ramasse les eaux sur les flancs de la Terga Me Ta Roumi se jette dans cet abîme grand ouvert. À une plus grande échelle, les eaux de pluie et de fonte des neiges de la dépression de Boussouil sont complètement absorbées par les deux gouffres. Des traçages à la fluorescéine (Birdent 1948 ; Collignon 1981 ; Abdeslam, Lami et Mania en 1988) montrent une liaison de ces gouffres avec les sources de Ait Ouabane à 8 kilomètres à l’Est et de Aghvailou Ouacif à un peu plus de 1 kilomètre au nord, avec une vitesse de transit de 44 mètres par seconde.
Pendant les mois chauds, le lit du torrent qui se perd dans le gouffre reste sec ; cependant, à l'intérieur de la cavité l'écoulement ne s'interrompt pas, parce que la fonte des neiges qui se sont accumulées dans les fissures du lapiaz, continue à alimenter régulièrement l'écoulement souterrain. Cet écoulement pérenne est responsable du creusement du gouffre et de sa température froide.
À la saison de la fonte des neiges, un flux impétueux se lance dans l'orifice du gouffre et tombe à l'intérieur de l'Anou Boussouil. Le régime du torrent souterrain explique les formations jeunes de cette cavité. De nombreuses marmites des géants se succèdent le long du conduit. En outre, des grands puits s'alignent en enfilade sur des fractures qui indiquent les origines tectoniques de la cavité.
Ces fractures morcellent le puissant banc calcaire de l'ère secondaire qui est relevé presque à la verticale, à la faveur d'un plissement. Serré entre des terrains plus anciens, ce pli s'étend d'est en ouest, coupée par la gorge de l'Acif el Hammam vers la cote 900.
La cavité se caractérise d'abord par une zone au profil tourmenté qui aboutit à une grande galerie. Un puits profond de 65 mètres permet la liaison avec la seconde partie de l'abîme dans laquelle une succession de puits mène à une grande salle. Peu après, des siphons stoppent la progression.
À l’époque où la plaine du Boussouil remplissait encore son rôle ancestral, elle accueillait les animaux des montagnards conduits par les bergers transformés en troglodytes pour la saison. Aujourd'hui, les spéléologues du monde aiment à s’y rencontrer et à planter leurs tentes au milieu des chèvres et des moutons. À maintes reprises nous avons remonté du gouffre des animaux morts jetés par méconnaissance, en expliquant que de tels actes peuvent avoir des conséquences sur les populations qui utilisent les eaux des gouffres aux points de résurgences en aval.